# Водний місток

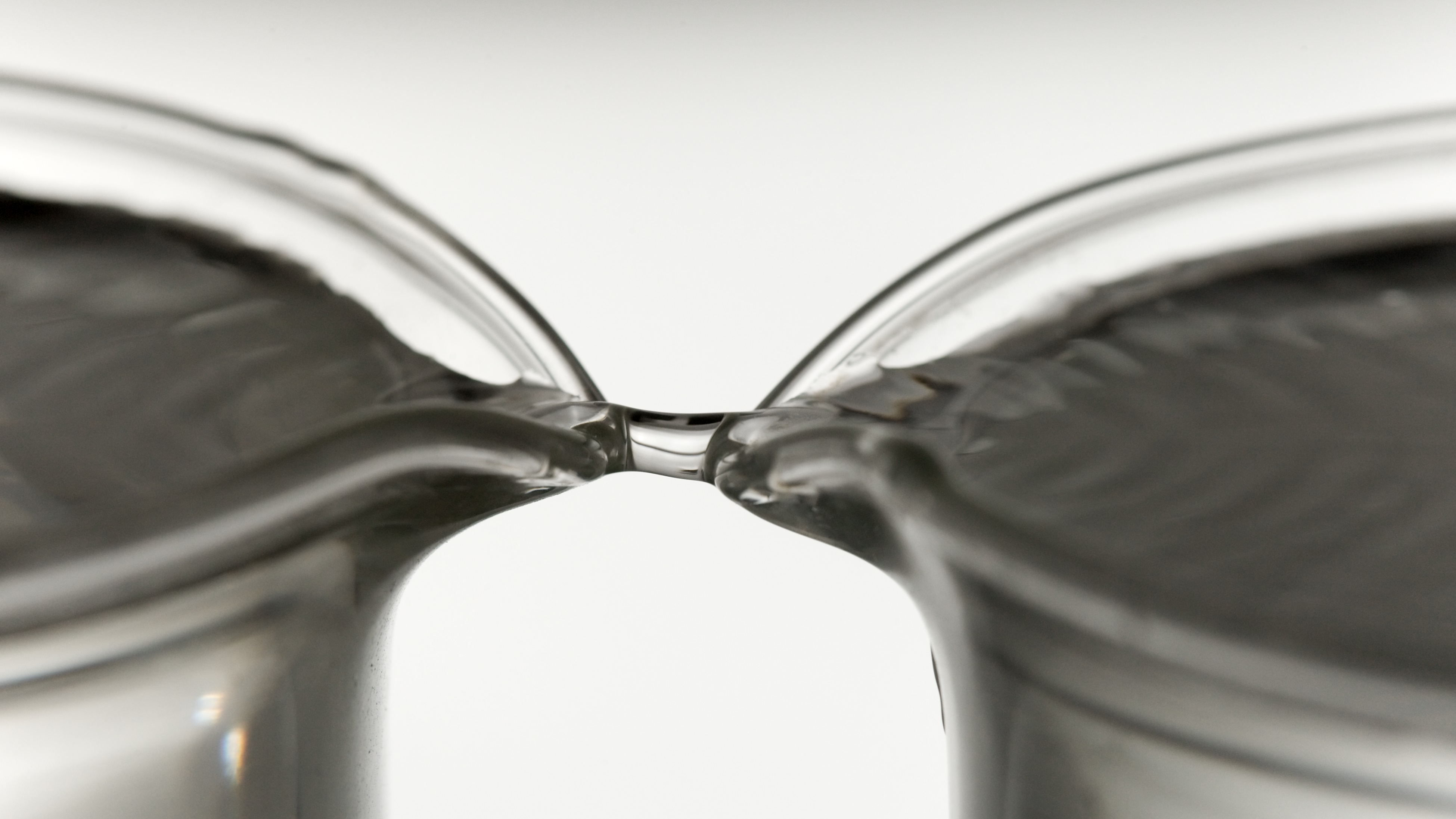
Водний місток між двома посудинами.

Рідкий діелектри́чний місто́к (початково — водяний місток, водний місток) — фізичне явище, що виникає між двома посудинами з деіонізованою низькомолекулярною полярною рідиною (дистильована вода, гліцерин, метанол), коли до посудин прикладається висока постійна напруга. Між посудинами виникає рідкий місток, що зберігає стійкість при рознесенні посудин на відстань до 25 мм. Діаметр містка — порядку 1-3 мм. Місток залишається стабільним до 45 хвилин, при цьому температура підіймається до 60 °C при зриві стійкості.
Явище вперше помічене 1893 року Вільямом Армстронгом і перевідкрите 2007 року в Технічному університеті Граца.
Явище пояснюється поверхневим натягом і високою діелектричною проникністю рідини.